# Argiope ocula
Argiope ocula — вид павуків-колопрядів з всесвітньо поширеного роду Argiope. Великі, яскраво забарвлені самиці більші в декілька разів за дрібних самців. Живиться великими комахами. Отрута слабка, для людини безпечні. Поширені у Східній Азії — в Китаї, Японії, на Тайвані.

## Опис
Зовнішній вигляд нехарактерний для представників роду. Проте зберігаються основні таксономічні ознаки: розташування очей, звужена головна частина головогрудей, сріблясті волоски на головогрудях.
Ноги червоні, два останні членики чорні, вкриті волосками, членик перед ними білий.
Черевце видовжене, циліндричне, без жовтих та чорних смуг, червонясте.

## Спосіб життя і поведінка
Самці відламують останній членик педипальпи при заплідненні, були знахідки самців, що виживали без обох члеників педипальп.

## Розповсюдження
Відомі з Японії, Тайваню, материкового Китаю.